# Coteaux-de-saumur
Le coteaux-de-saumur est un vin blanc moelleux d'appellation d'origine contrôlée produit sur une petite partie de Maine-et-Loire, des Deux-Sèvres et de la Vienne. Cette appellation fait partie du vignoble de la vallée de la Loire.

## Histoire

### Antiquité
C'est au IVe siècle que la vigne se propage sous l'impulsion de saint Martin et ses disciples.

### Moyen Âge
Au Xe siècle, grâce au développement des voies de communication, les vignobles de la Loire et donc de Saumur se développent. Lorsque Henri II, comte d'Anjou, accède au trône d'Angleterre en 1154, le vignoble angevin connaît un véritable essor. Du Moyen Âge au XVe siècle, le vignoble de Saumur est en pleine expansion de par l'action de la bourgeoisie. À partir du XIIe siècle, Saumur devient une importante place de négoce des vins.

### Période contemporaine
À partir de 1789, la Révolution française a des effets dévastateurs sur le vignoble, à travers les guerres de Vendée. La crise du phylloxera touche durement le vignoble à la fin du XIXe siècle. Création de l'AOC en 1936. Apparition de l'enjambeur dans les années 1960-70 qui remplace le cheval. Les techniques en viticulture et œnologie ont bien évolué depuis 50 ans (vendange en vert, table de triage, cuve en inox, pressoir électrique puis pneumatique etc.).
L'appellation est reconnue officiellement par le décret du 21 avril 1962. Le cahier des charges de l'appellation a été modifié en janvier 2024.

## Situation géographique

### Climat
Le climat du Saumurois est plus continental que celui du reste du département. Il est plus sec et chaud l'été. Les nuages ayant perdu une partie de leur humidité, ils donnent moins de précipitations.

#### Températures
| Mois | Janv | Fév | Mars | Avr  | Mai  | Juin | Juil | Août | Sept | Oct  | Nov | Déc | Année |
| --- | ---- | --- | ---- | ---- | ---- | ---- | ---- | ---- | ---- | ---- | --- | --- | ----- |
| Températures moyennes du département (°C)                                                                                 | 4,5  | 5,4 | 7,8  | 10,1 | 13,4 | 16,6 | 18,6 | 18,4 | 16,2 | 12,2 | 7,6 | 5,4 | 11,3  |
| Source : Anjou, Maine-et-Loire, Encyclopédie Bonneton, seconde édition, Paris, 1992. Données moyennes entre 1951 et 1980. |      |     |      |      |      |      |      |      |      |      |     |     |       |

| Mois                                                  | Janv | Fév | Mars | Avr  | Mai  | Juin | Juil | Août | Sept | Oct  | Nov  | Déc | Année |
| ----------------------------------------------------- | ---- | --- | ---- | ---- | ---- | ---- | ---- | ---- | ---- | ---- | ---- | --- | ----- |
| Températures maximales moyennes à Angers (°C)         | 7,9  | 9,2 | 12,6 | 15,3 | 19   | 22,6 | 24,9 | 24,7 | 21,8 | 17   | 11,4 | 8,4 | 16,2  |
| Températures minimales moyennes à Angers (°C)         | 2,1  | 2,2 | 3,9  | 5,6  | 8,9  | 11,8 | 13,6 | 13,4 | 11,3 | 8,4  | 4,6  | 2,8 | 7,4   |
| Températures moyennes à Angers (°C)                   | 5    | 5,7 | 8,2  | 10.4 | 13,9 | 16,2 | 19,2 | 19,1 | 16,5 | 12,7 | 8    | 5,6 | 11,8  |
| Source : Climatologie de 1947 à 2008 - Angers, France |      |     |      |      |      |      |      |      |      |      |      |     |       |

#### Insolation
Tableau de la durée mensuelle d'ensoleillement (heures/mois) :
| Mois | Janv | Fév  | Mars  | Avr   | Mai   | Juin  | Juil  | Août  | Sept  | Oct   | Nov  | Déc  | Année  |
| --- | ---- | ---- | ----- | ----- | ----- | ----- | ----- | ----- | ----- | ----- | ---- | ---- | ------ |
| Département | 71,5 | 92,4 | 151,7 | 195,5 | 223,1 | 236,3 | 255,2 | 232,3 | 187,8 | 140,0 | 81,7 | 62,3 | 1929,6 |
| Angers | 70   | 92   | 141   | 179   | 201   | 234   | 248   | 237   | 191   | 129   | 89   | 65   | 1877   |
| Source : Climatologie de 1947 à 2008 - Angers, France et Anjou, Maine-et-Loire, Encyclopédie Bonneton, seconde édition, Paris, 1992. Données moyennes entre 1951 et 1980. |      |      |       |       |       |       |       |       |       |       |      |      |        |

## Vignoble

### Présentation
Ce vignoble, classé AOC depuis 1962 (dernier arrêté publié le 29 août 2002), s'étend sur 50 hectares dans 2 communes du département des Deux-Sèvres, 20 de Maine-et-Loire et 9 de la Vienne.

### Encépagement
Le seul cépage utilisé est le chenin B.

### Techniques culturales et réglementaires
Le chenin est récolté manuellement par tries successives.

### Vinification
Les vins des coteaux de Saumur sont vinifiés en blanc moelleux à partir du chenin.
Ces vins blancs sont élaborés à partir de raisins qui possèdent, à la vendange, une très riche concentration en sucres. Après les vendanges le vin est obtenu par un pressurage lent, puis un débourbage afin de le clarifier. La fermentation alcoolique est thermorégulée et l'arrêt des fermentations se fait par sulfitage. Viennent ensuite le soutirage, puis une réfrigération pour obtenir une filtration.

### Terroirs et vins
Ces vins vieillissent très bien en bouteille (jusqu'à 15 ans).

### Gastronomie
Un coteau-de-saumur peut accompagner une tarte tatin au foie gras, une crème brûlée au foie gras, un feuilleté au foie gras, une tranche de foie gras poêlée, une mousse de saumon, un poulet à l'antillaise, un carré de porc au miel, un crumble aux pommes ou un gâteau bavarois.
Pour des recettes plus sophistiquées comme la brouillade de saumon fumé en coquilles, le sandre de Loire rôti, galipette, artichaut et huile de Cameline, le filet de bœuf façon Rossini, avec ses mini légumes croquants et sauce madère ou le pavé de maigre sur jeunes pousses d’épinards et son coulis de betteraves balsamique, ce vin de Saumur propose un mariage parfait